# Poesiomat (Šitboř)
Poesiomat v Šitboři u Poběžovic v okrese Domažlice stojí u kostela svatého Mikuláše.

## Historie
Poesiomat byl uveden do provozu v červnu 2022 a s jeho umístěním pomohl Česko-německý fond budoucnosti. Významné slovo při vytváření dramaturgie měli členové Spolku Mikuláš, který se podílí na opravě kostela. Poesiomat má dvacet možností k poslechu v češtině a v němčině. Všechny nahrané příběhy, písničky a básničky jsou vztažené k tomuto místu.
Další poesiomaty v českém pohraničí jsou ve Vrchní Orlici, Prášilech, Horní Polici, Olešné, Skocích a na kalvárii u Ostré.